# Chad Dumier
Chad Dumier är en fiktiv karaktär ur spelen Deus Ex och Deus Ex: Invisible War.
I första spelet, Deus Ex, är Chad ledare över en fransk frihetskämpande grupp vid namn Silhouette. Chad gör endast en marginell roll i spelet, men Silhouette som grupp spelar större roll i spelvärlden.
I uppföljaren, Deus Ex: Invisible War, har Chad en större roll. Här spelar han ordförandet för WTO (World Trade Organization). Senare i spelet får man veta att Chad, tillsammans med Nicolette DuClare, arbetar tillsammans och är ledare för den hemliga organisationen Illuminati. Illuminati, i det andra spelet, är stationerad på rymdstationen Ophelia, där de övervakar och styr större delen av världen.